# 維科特山脈

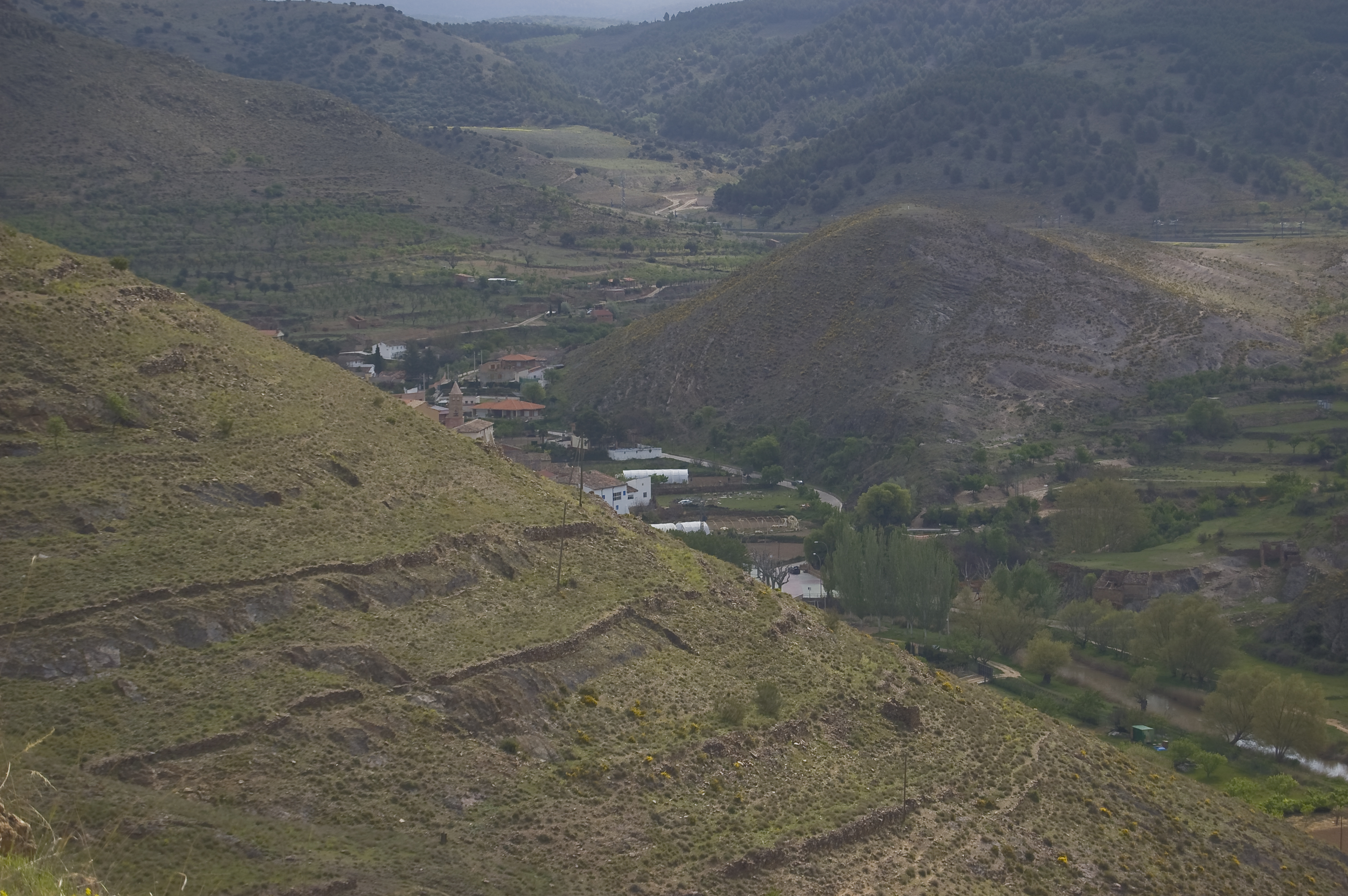

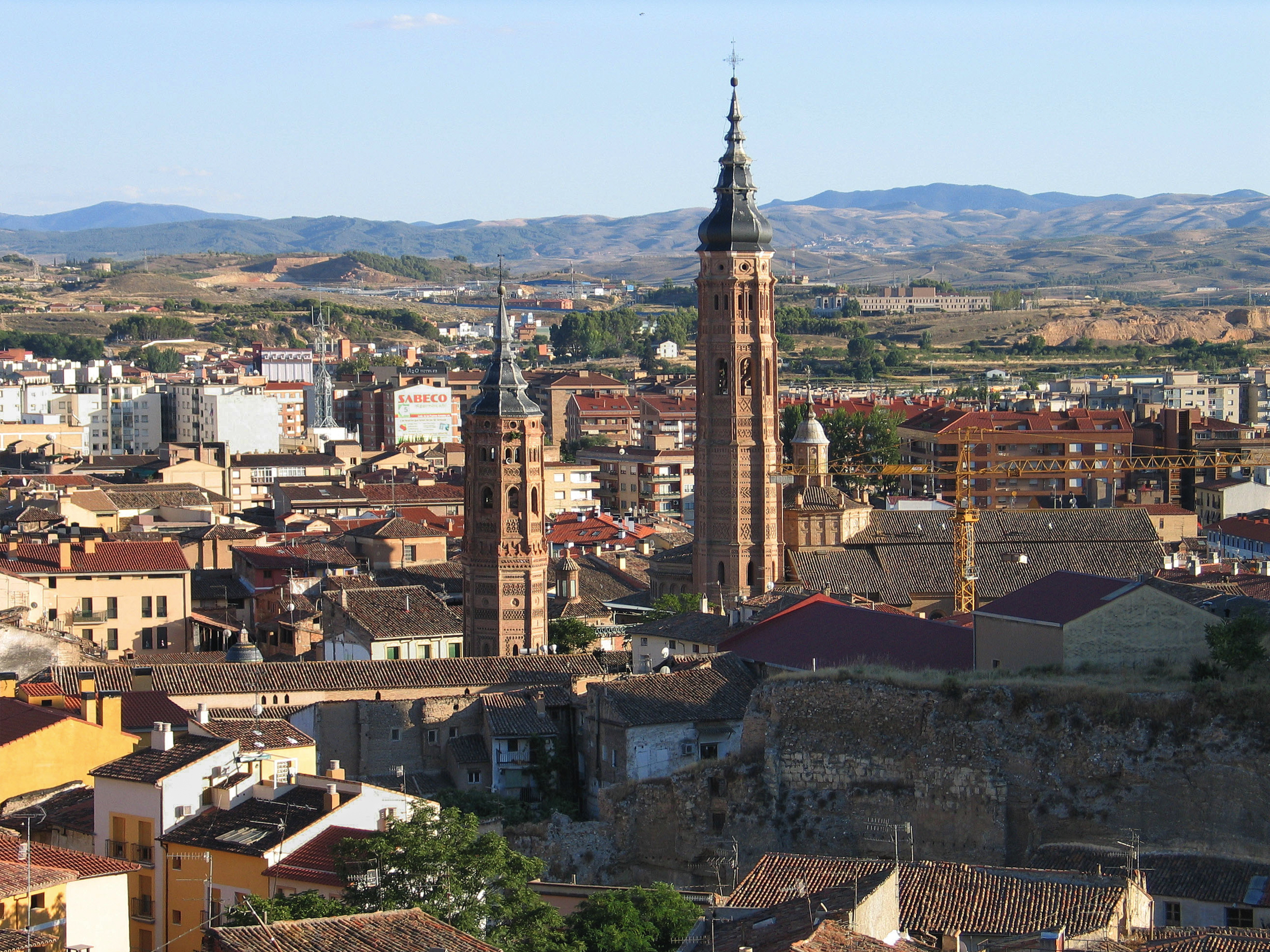

41°20′24″N 1°27′18″W / 41.34000°N 1.45500°W
維科特山脈（西班牙語：Sierra de Vicort），是西班牙的山脈，位於阿拉貢自治區，屬於伊比利亞山脈的一部分，最高點海拔高度1,420米，山體在古生代時期由石英岩組成。